# くつ下一足二足
くつ下一足二足（くつしたいっそくにそく）は、かつて橋詰祥佳と新井正則で構成されていたお笑いタレントコンビ。ホリプロコムに所属していた。 2001年結成、2006年解散。

## メンバー
共に群馬県出身。
- 橋詰 祥佳（はしづめ あきよし、1980年7月9日 - ）血液型O型

ツッコミ担当、趣味は少女マンガを読むこと、特技は空手道。解散後は会社員をやっている。既婚者で3児の父。
- 新井 正則（あらい まさのり、1980年9月5日 - ）血液型B型

ボケ担当、趣味は一発芸、特技は柔道。解散後はエイベックスに入社しマネジメント業務を行っている。既婚者で1児の父。

## 来歴・人物
- ホリプロお笑いオーディション出身。
- 2人は小学校時代からの幼馴染でありコンビ解散後も親交がある。
- 新井は2013年現在Dream5のマネージャーを担当している[2]。同ユニットのイベントMCやUstreamへの出演なども行い、「新井マネ、新井さん」の通称でDream5のファンから親しまれている[3][4]。

## 出演番組
- 虎の門（テレビ朝日）「ネタを見ないで決める面白そうな芸人コンテスト」優勝

## CM
- マクドナルド「てりたまバーガー」（2004年）- 橋詰のみ